# 納希蒂 (新墨西哥州)
納希蒂（英語：Naschitti）是位於美國新墨西哥州聖胡安縣的普查規定居民點。

## 人口
根據2020年美國人口普查的數據，納希蒂的面積為6.52平方千米，當中陸地面積為6.49平方千米，而水域面積為0.03平方千米。當地共有人口272人，而人口密度為每平方千米41.72人。